# Anopheles changfus
Anopheles changfus är en tvåvingeart som beskrevs av Ma 1981. Anopheles changfus ingår i släktet Anopheles och familjen stickmyggor. Inga underarter finns listade i Catalogue of Life.